# Centrale nucléaire de Zion

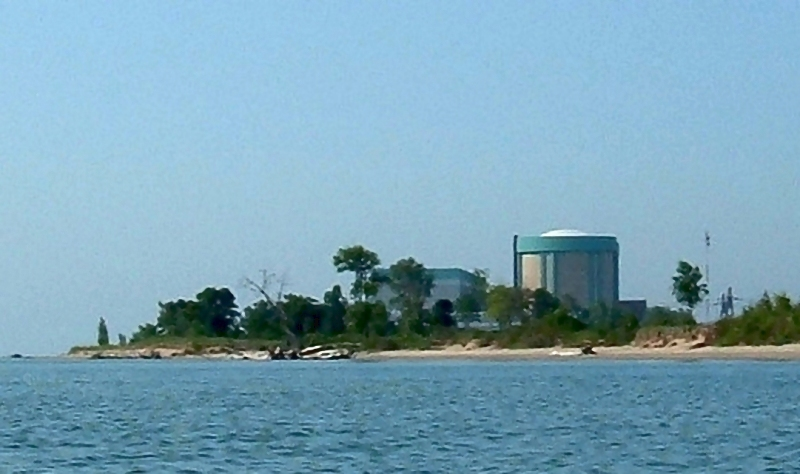
La centrale en 2006

La centrale nucléaire de Zion comportait deux réacteurs desservant Chicago et la partie nord de l'Illinois.

## Description
Cette centrale nucléaire comportant deux réacteurs à eau pressurisée (PWR) a été installée à l'extrémité est de la ville de Zion, dans le comté de Lake (Lake County, Illinois). Ce site se situe à 40 miles au nord de Chicago et 42 miles au sud de Milwaukee sur le lac Michigan.
C'était la troisième centrale à deux réacteurs construite pour le propriétaire-exploitant : "Commonwealth Edison".
- Zion 1 : type PWR de 1040 MWe, MSI en juin 1973, fermeture en janvier 1998[1],
- Zion 2 : type PWR de 1040 MWe, MSI en décembre 1973, fermée en janvier 1998[2].

MSI= Mise en service industrielle

## Arrêt de production

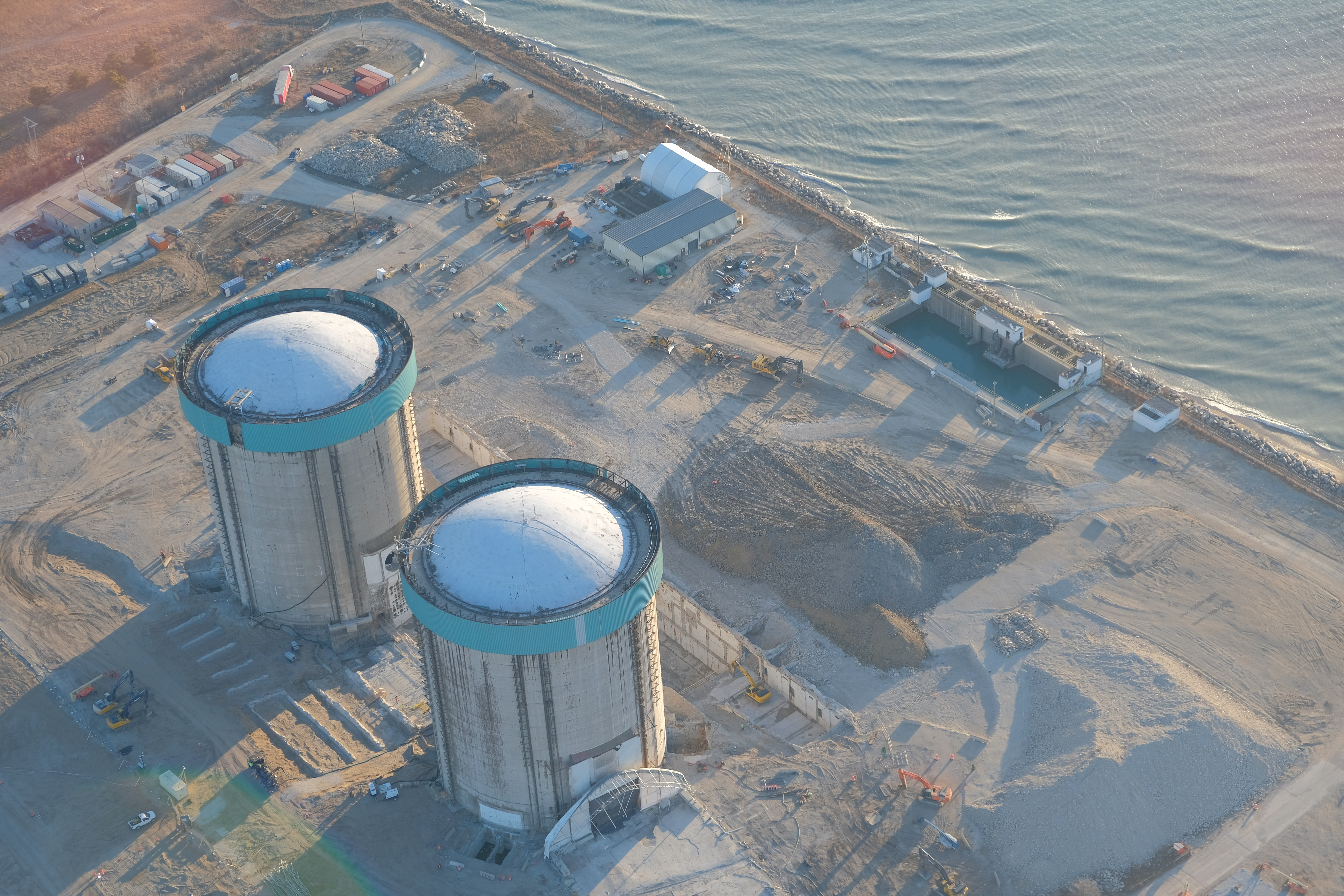
Les 2 bâtiments réacteur en 2018

La centrale de Zion a été déclassée en 1998 après 25 ans de production. Ce déclassement faisait suite à un déclenchement d'arrêt accidentel du réacteur n°1 en février 1997 suivi d'une tentative de redémarrage par l'opérateur sans respecter les procédures. Le réacteur n°2 était déjà à l'arrêt pour rechargement au moment de l'incident.
Après analyse de la situation par l'exploitant "Commonwealth Edison", il est apparu que la centrale de Zion ne pouvait plus être rentable du fait qu'il était nécessaire de dépenser 435 millions de dollars pour commander des générateurs de vapeur de rechange, ce qui ne pouvait pas être rentabilisé avant la fin de l'exploitation prévue en 2013. Il a été décidé de mettre l'installation en stockage de longue durée avant de réaliser son démantèlement entre 2010 et 2014. Le combustible nucléaire a été déchargé des réacteurs et placé dans la piscine de stockage du combustible du site.